# جبال الحجاز
جبال الحجاز هي سلسلة جبلية التي هي الصخور النارية القديمة أو المتحوّلة وتغطيها في بعض أجزائها الحرات البركانية. وتمتد بين إقليم تهامة وإقليم نجد بطول يبلغ 1,700 كيلومتر من خليج العقبة والحدود مع الأردن شمالا إلى الحدود مع اليمن جنوبًا. كما أنها تنحدر بشدة نحو الغرب وبشكل تدريجي نحو الشرق، وتضيق في الشمال، لكنها تتسع نحو الجنوب بعرض يتراوح ما بين 40 و 240 كيلومترا. وتتميّز هذه الجبال بأنها تسير في سلاسل متوازية وفيها أعلى قمة في السعودية في جبل السودة بالقرب من مدينة أبها إلى 3,678 متر فوق مستوى سطح البحر. ويهبط منها مئات الأودية شرقا نحو نجد وغربا نحو تهامة، من أشهرها: وادي تربة ووادي نجران ووادي الليث ووادي جازان ووادي بيشة ووادي فاطمة ووادي شوان ووادي العقيق ووادي الرمة. ومنها ما يصرف مياهه نحو البحر، ومنها ما تتدفق مياهه نحو الداخل. وتتصف أحواض هذه الأودية بأنها مراكز أساسية للنشاط الزراعي لأن السيول التي تجري فيها تحمل كميات كبيرة من الطمي.

## التضاريس

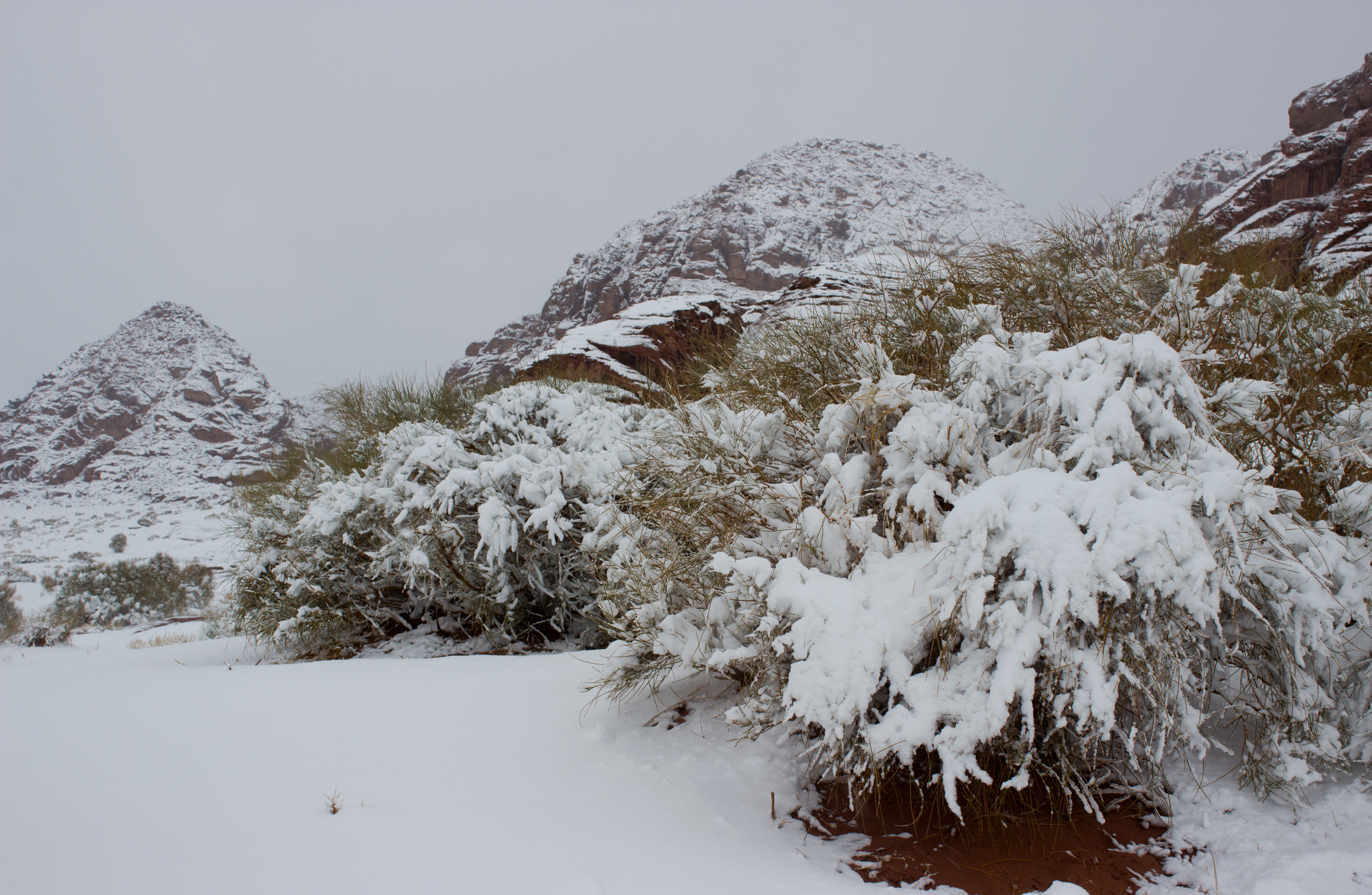
ثلوج تبوك.

تعتبر المرتفعات الغربية أهم ظاهرة تضاريسية في شبه الجزيرة العربية، وتمتد بمحاذاة البحر الأحمر من العقبة شمالاً حتى جنوب الجمهورية اليمنية من صنعاء جنوباً، ويبلغ طولها في المملكة العربية السعودية 1550 كيلومترا تقريباً، ويتراوح عرضها بين بضعة كيلومترات إلى 140 كيلومترا، وهي إجمالاً أكثر ارتفاعاً في الجنوب والشمال عنها في الوسط.
والمرتفعات الغربية عبارة عن جبال انكسارية سلَّمية الشكل، تنحدر انحداراً شديداً نحو البحر الأحمر، وتدريجياً نحو المناطق الداخلية. وأعلى قمة جبلية غربية في المملكة العربية السعودية قمة جبل السودة، قرب مدينة أبها، ويبلغ ارتفاعها 3015 مترا فوق مستوى سطح البحر.
وتتكون صخور هذه المرتفعات التي يعود بعضها إلى ما قبل العصر الكامبري من الصخور النارية مثل الجرانيت والبازلت، والمتحولة مثل النيس والشيست التي تمتاز بصلابتها ومقاومتها لعمليات التعرية، والتي تغطيها المسكوبات البركانية (الحرات) التي تعود إلى أواخر الزمن الجيولوجي الثالث والزمن الجيولوجي الرابع، كما تغطي بطون الأودية وبعض الأحواض الواسعة فيها بالصخور الرسوبية التي تكونت لاحقاً.

## أقسام جبال الحجاز
تقسم جبال الحجاز الموجودة في المملكة العربية السعودية إلى ثلاثة أقسام هي:

### القسم الجنوبي
ويسمى القسم الجنوبي من جبال السروات باسم جبال عسير أو جبال السراة، وتمتد هذه الجبال من حدود المملكة مع الجمهورية اليمنية جنوباً حتى قبيل مدينة الطائف شمالاً، ويتراوح ارتفاعها بين 800 إلى 3000 متر فوق مستوى سطح البحر، وتنحدر منها نحو الغرب أودية تهامة السعودية، وتسيل منها نحو الشرق أودية كثيرة منها: روافد وادي نجران، ووادي حبونا، وأعالي روافد وادي الدواسر مثل: وادي تثليث، ووادي بيشة، ووادي رنية، ووادي تربة، ووادي الليث. وينقسم هذا القسم إلى خمسة فروع رئيسة هي:
- سراة عنز : وتطل على مدينة أبها وشرقها في سراة عبيدة.
- سراة الحَجْر.
- سراة بلقرن ، وناه وبنو الخالد.
- سراة زهران وغامد.
- سراة بني مالك، بجيلة.
- سراة فهم وعدوان حاليا سراة بني سعد : وتطل على الليث ومركوب ويلملم.
- سراة الطائف : وتطل على مكة المكرمة.

### سكان سراة الأزد قديماً
فأما سروات الأزد كان يسكنها قديماً العماليق من العرب البائدة، حتى قام الغطاريف وهم ابناء الحارث بن عبد الله بن يشكر بن مبشر بن صعب بن دهمان بن نصر بن زهران بن الأزد من التغلب عليهم وإجلائهم من كامل السراة، وقاموا بإسكان الأزد مساكنهم بالسراة.

### القسم الأوسط
وبها مجموعات جبلية مثل: جبل شمنصير، وجبال الندره، وجبل رضوى، وجبل رال وما حوله، وجبل الدبغ، وجبل شار. وتنحدر منها نحو الغرب: وادي فاطمة، ووادي خليص، ووادي شوان، ووادي قديد، ووادي القاحة، ووادي الصفراء، ووادي الحمض، ووادي الجزل. كما تنحدر من حرارها الشرقية أعالي روافد وادي الرمة متجهة نحو الشرق، ويغطي سطحها حرات كثيرة أهمها حرتا الرَّحا وعويرض، وحرة خيبر، وحرة النار، وحرة لُنَيِّر، وحرة كرماء، وحرة رُهاط، وحرة كُشُب، وحرة حضن، وحرة النواصف، والبقوم.

### القسم الشمالي
ويسمى القسم الشمالي من جبال السروات باسم جبال مدين، تقع في بلاد مدين الواقعة شمال دائرة العرض 28 درجة شمالاً، وهي تحتوي على مجموعة من الجبال ذات القمم العالية جداً، مثل: جبل قيحان الذي يصل ارتفاعه إلى 2549 متراً فوق مستوى سطح البحر، وجبل القلوم الذي يصل ارتفاعه إلى 2398 متراً فوق مستوى سطح البحر، وجبل اللوز الذي يصل ارتفاعه إلى 2401 متراً فوق مستوى سطح البحر وتهطل عليه الثلوج شتاءً. ويجري في هذه المنطقة عدد كبير من الأودية والشعاب الصغيرة ولكن أبرزها وأكبرها هو وادي عِفال بتبوك.

## جبال تهامة

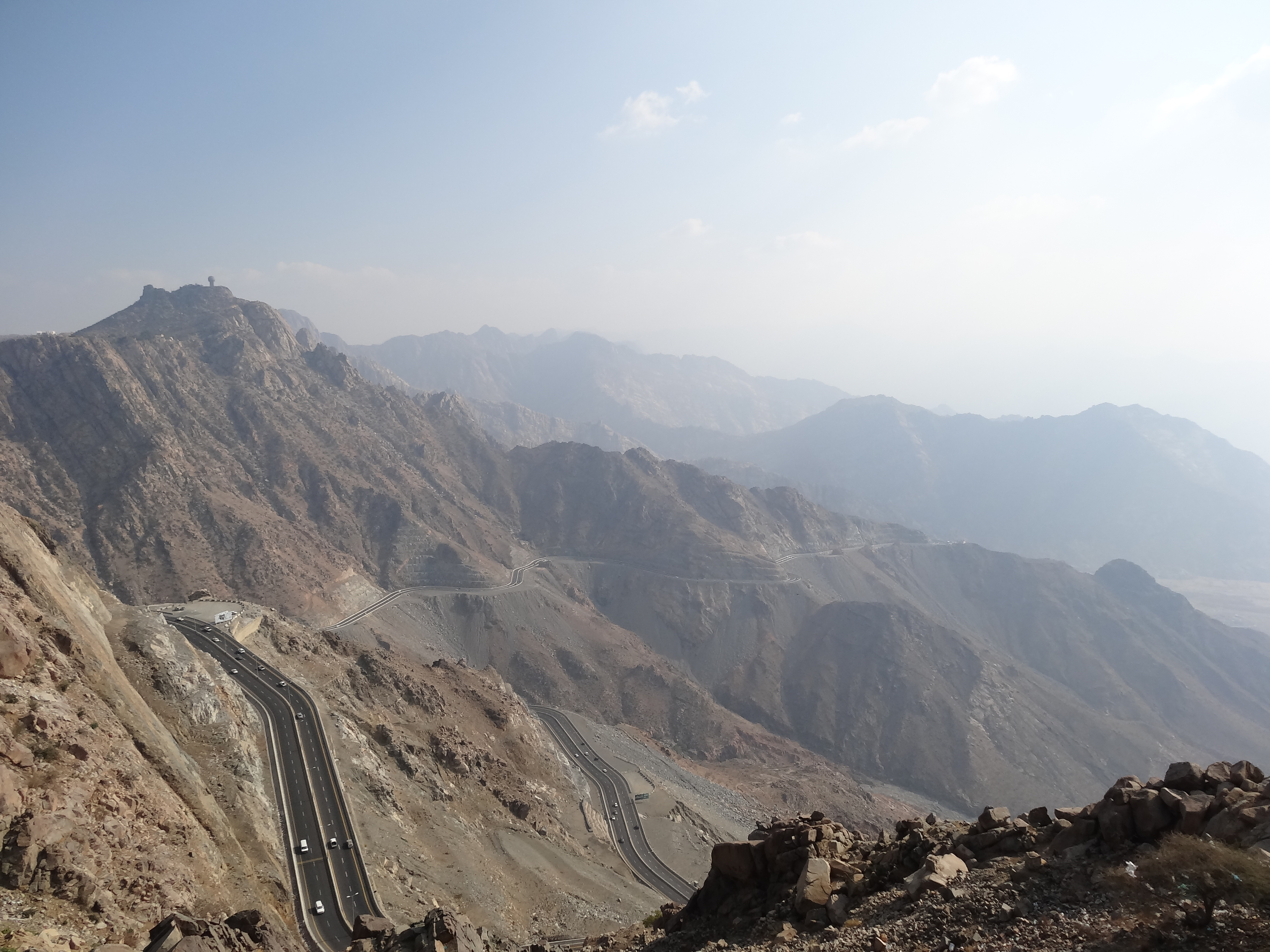
الطرق الجبلية في جبال تهامة: طريق الطائف–مكة كنموذج للبنية التحتية في السعودية.

تحاذي جبال الحجاز من جهة الغرب جبال تهامة والتي تقع على ارتفاع يتراوح بين 2000 إلى 3000 متر فوق مستوى سطح البحر، وهي تلال وجبال نشأت نتيجة للانكسارات السلَّمية التي صاحبت حركة انفصال شبه الجزيرة العربية عن أفريقيا، ومنها جبل العريف في جازان الذي يصل ارتفاعه إلى 2632 متر فوق مستوى سطح البحر، وجبل القهر 1947 متر فوق مستوى سطح البحر، وجبل تربان 1746 متر فوق مستوى سطح البحر، وجبل نيس، وجبل شدا الأعلى 2202 متر فوق مستوى سطح البحر، وجبل شدا الأسفل 1513 متر فوق مستوى سطح البحر، وجبل الناطف 2158 متر فوق مستوى سطح البحر، وجبل الطارقي في مكة المكرمة والذي يبلغ ارتفاعه 900 متر فوق مستوى سطح البحر، وجبل ضجنان بين مكة والمدينة، وجبل ثافل قرب المدينة المنورة، وجبل العرج الذي بين مكة والمدينة. 
وقد أشار لها النبي محمد بقوله: «لأعلمن أقواما من أمتي يأتون يوم القيامة بحسنات أمثال جبال تهامة بيضاء، فيجعلها الله هباء منثورا».

## معرض صور

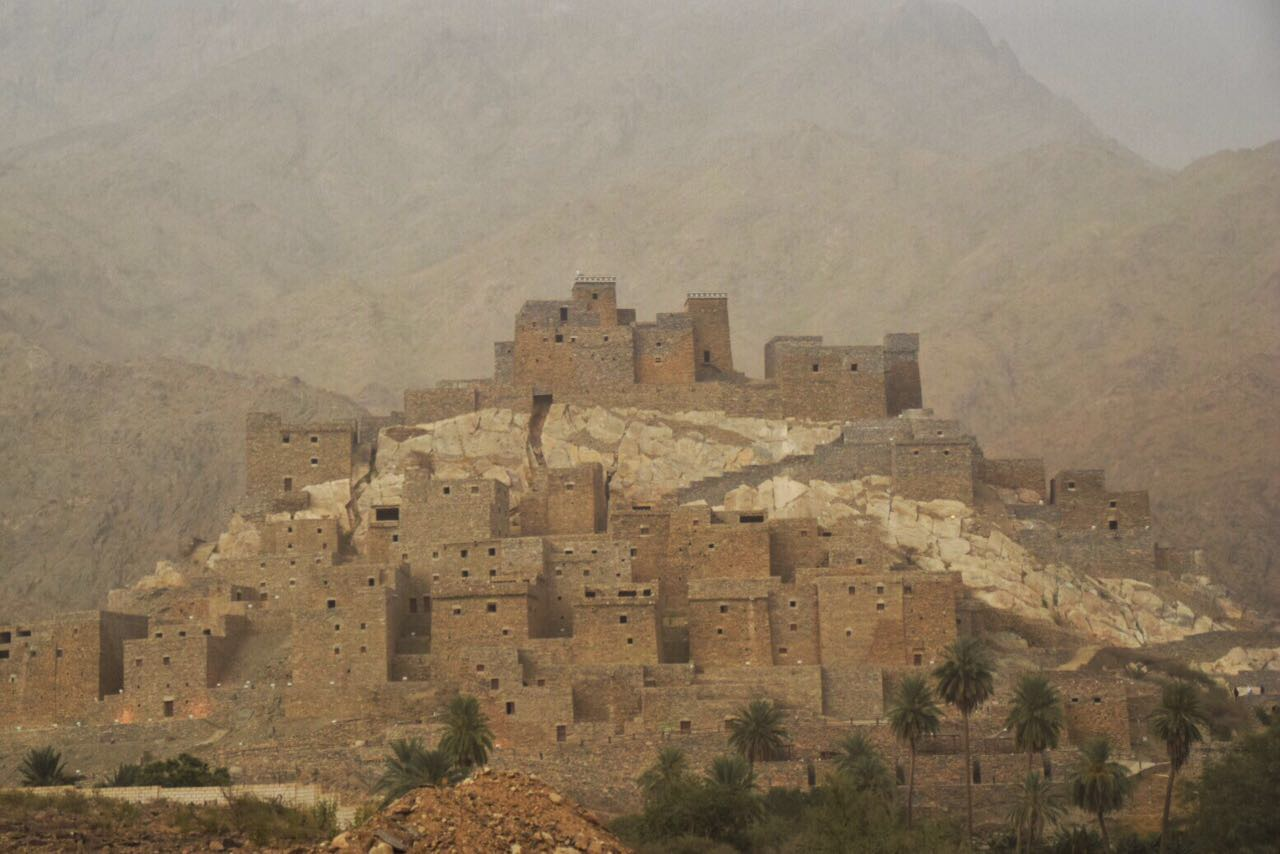
قرية ذي عين هي قرية أثرية تقع في تهامة، وتبعد 20 كيلومتراً تقريباً عن محافظة المخواة و24 كيلومتراً عن الباحة، ونشأت في القرن العاشر الهجري وعمرها يزيد على 400 سنة.
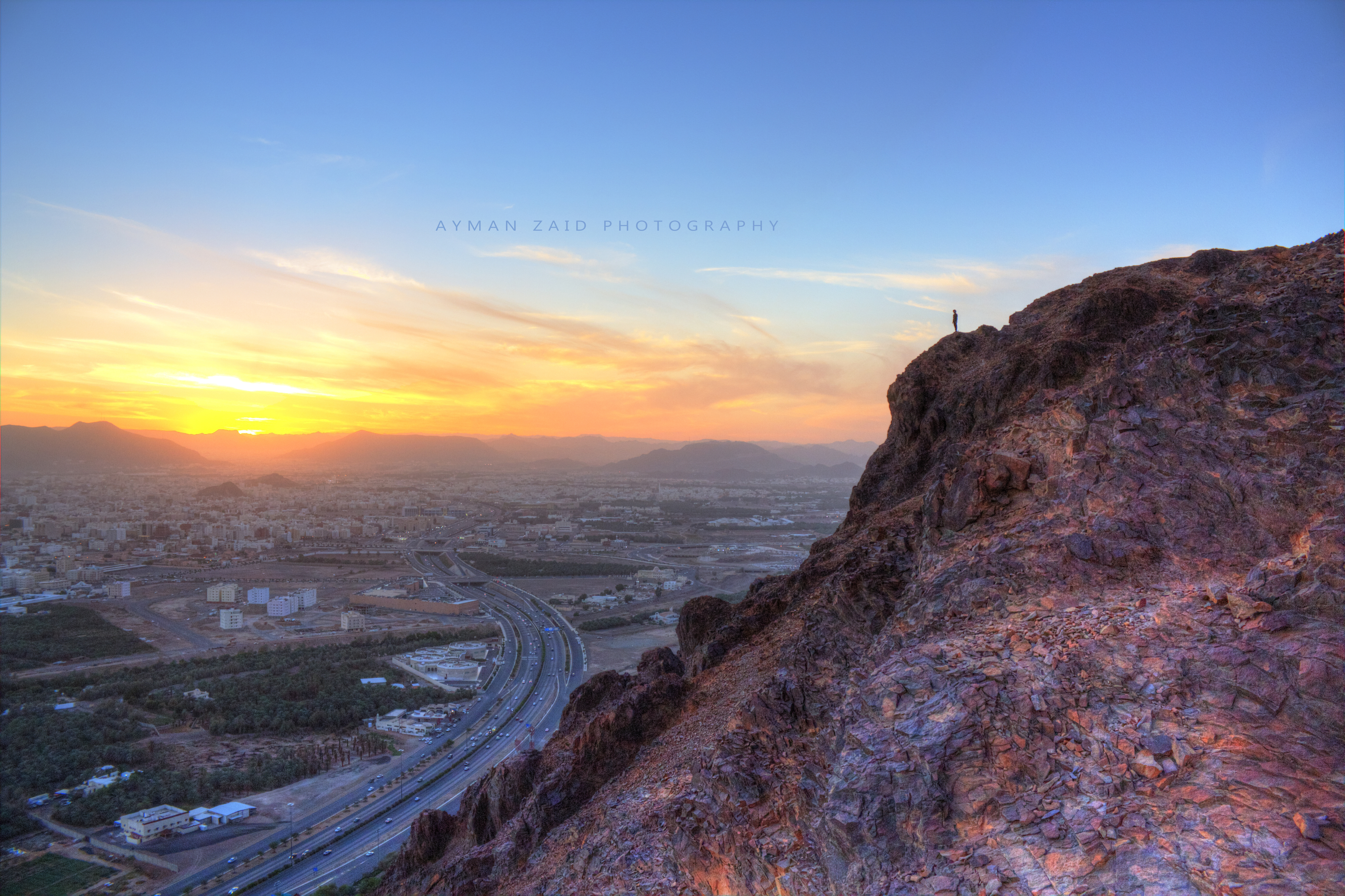
جبل أحد، المدينة المنورة.
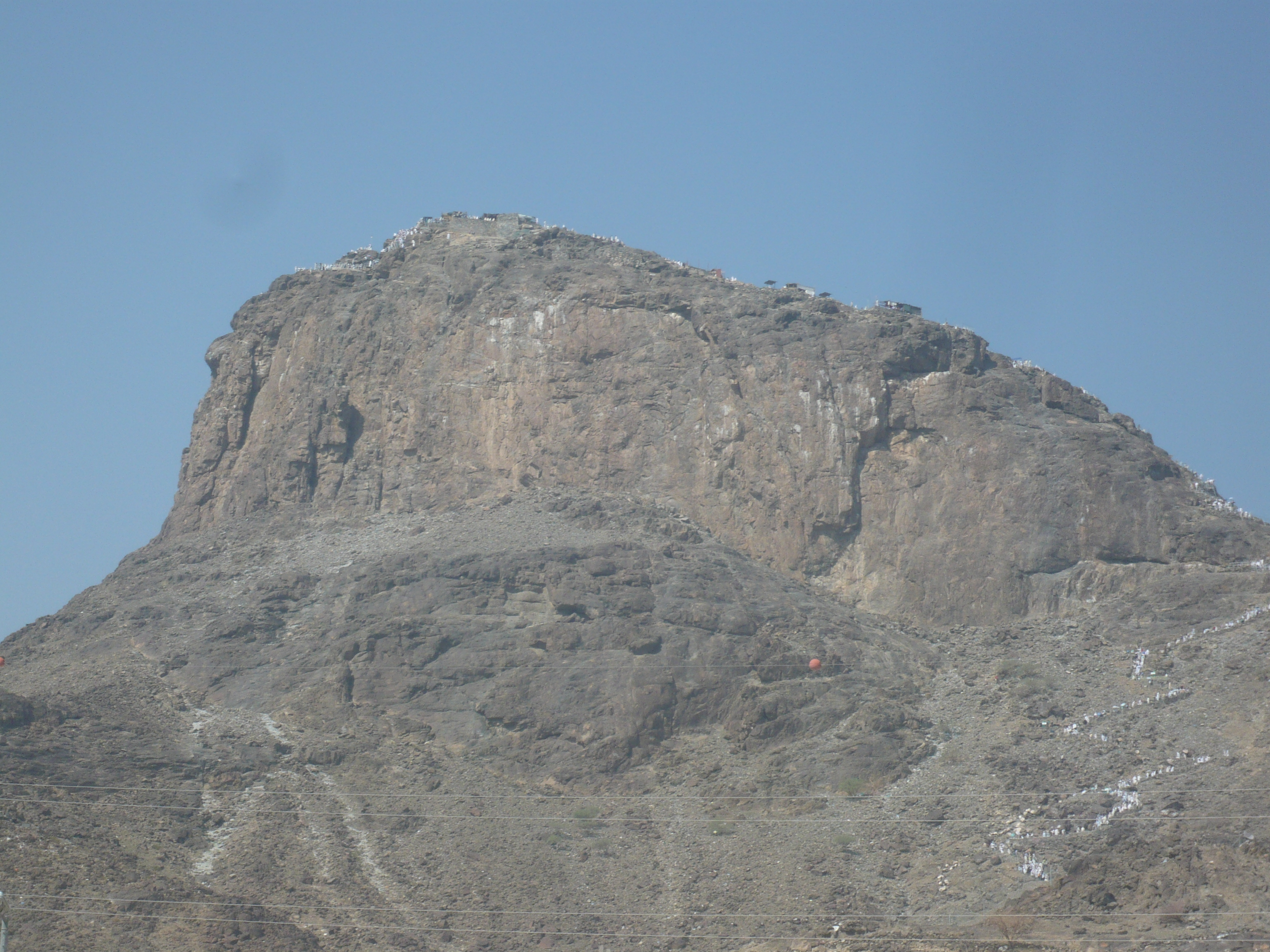
جبل النور، مكة المكرمة.
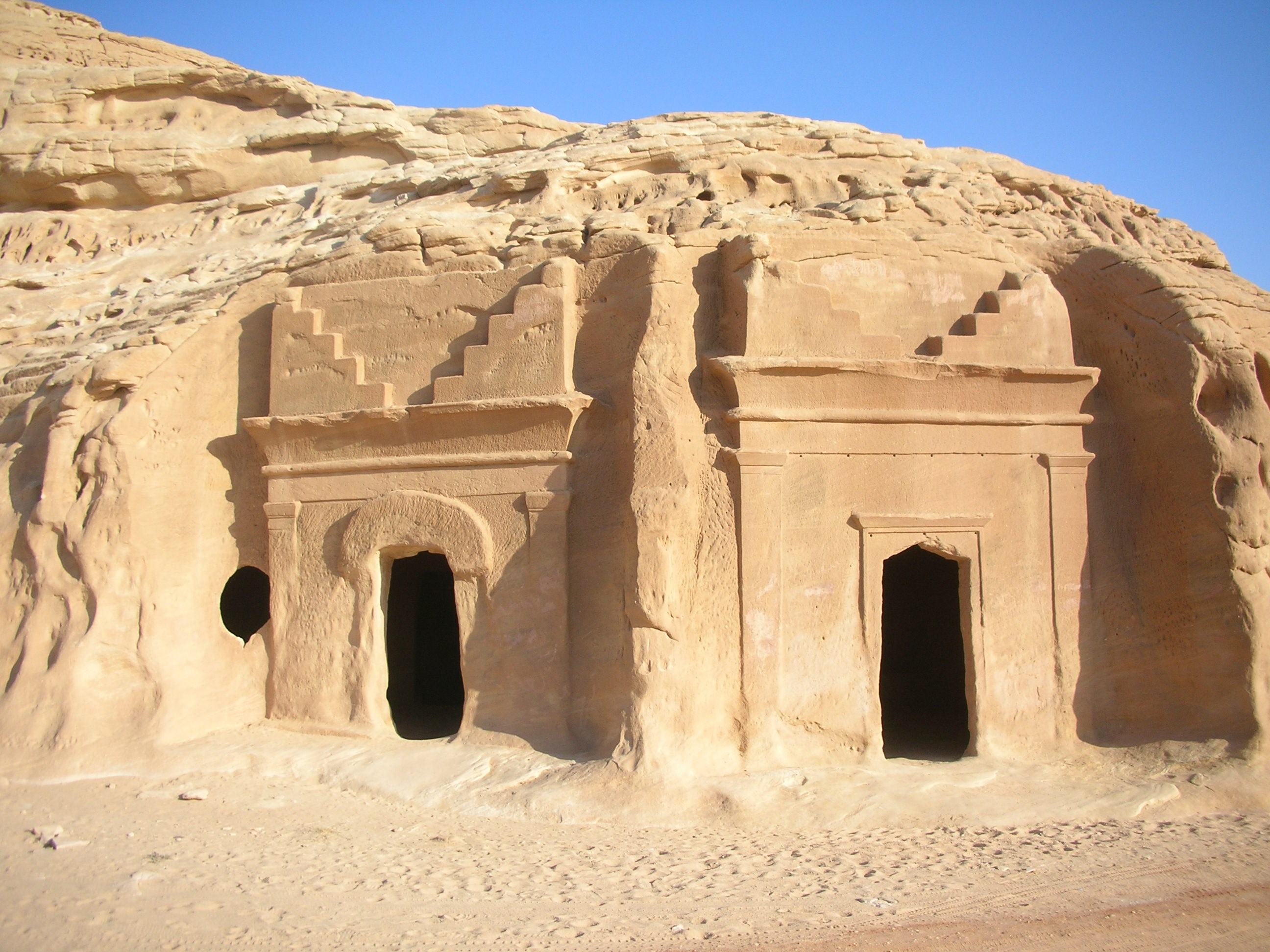
الحِجْر (مدائن صالح)، حيث كانوا ينحتون الجبال بيوتا.
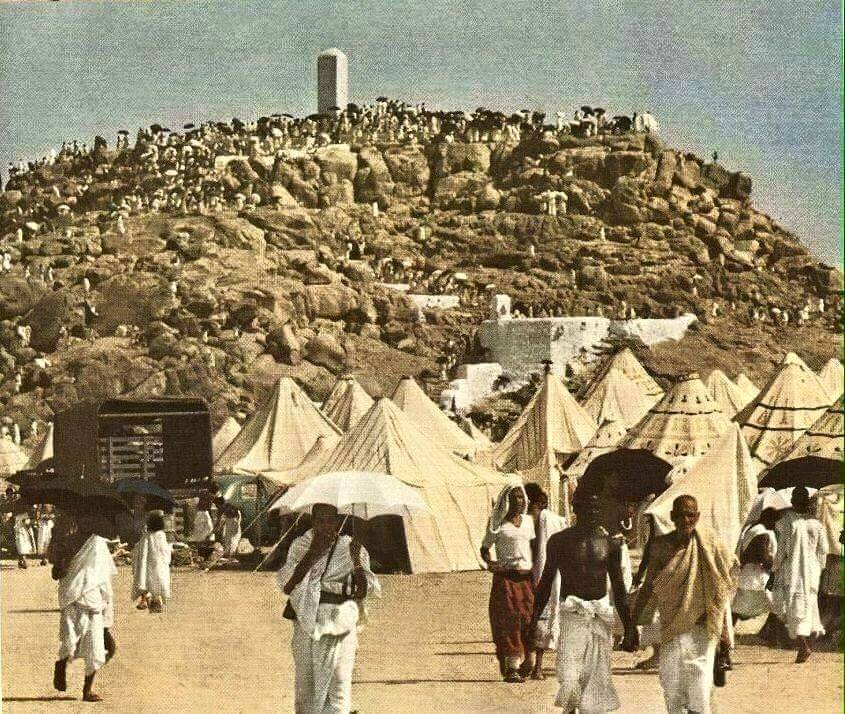
مناسك الحج في سبعينيات القرن العشرين، صورة التقطها طالب باكستاني يحمل الجنسية الآمريكية، ويظهر جبل الرحمة بالخلفية.
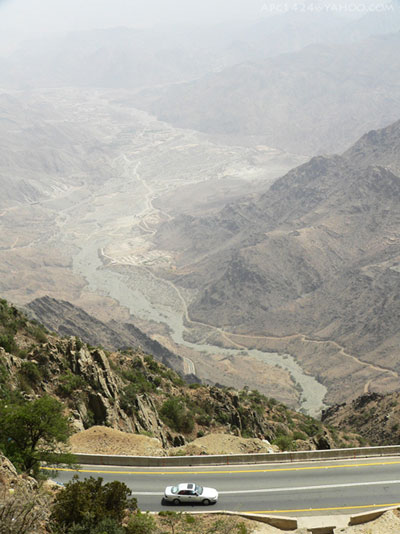
جزء من طريق عقبة الباحة - المخواة.

## وصلات خارجية
- الجمعية الجغرافية السعودية
- أطلس المملكة العربية السعودية